# Micranisa luzonensis
Micranisa luzonensis är en stekelart som först beskrevs av Wiebes 1967.  Micranisa luzonensis ingår i släktet Micranisa och familjen fikonsteklar. Inga underarter finns listade i Catalogue of Life.